# Haematopota brunnicornis
Haematopota brunnicornis är en tvåvingeart som beskrevs av Wang 1988. Haematopota brunnicornis ingår i släktet Haematopota och familjen bromsar. Inga underarter finns listade i Catalogue of Life.